# ماركوس زاباتا
ماركوس زاباتا (بالإسبانية: Marcos Zapata)‏ هو رسام بيروفي، ولد في عقد 1710، وتوفي في 1773.